# سامويل سكيمان
سامويل سكيمان (3 نوفمبر 1987 بالعفولة في إسرائيل - ) هو لاعب كرة قدم إسرائيلي وهولندي في مركز الدفاع. شارك مع منتخب إسرائيل لكرة القدم. أما مع النوادي، فقد لعب مع دين بوستش ومكابي حيفا ونادي إكسلسيور ونادي هبوعيل تل أبيب وKozakken Boys ‏.

## وصلات خارجية
- سامويل سكيمان على موقع الاتحاد الأوربي (الإنجليزية)
- سامويل سكيمان على موقع قاعدة بيانات كرة القدم.إي يو (الإنجليزية)
- سامويل سكيمان على موقع ناشيونال فوتبول تيمز (الإنجليزية)
- سامويل سكيمان على موقع Soccerway.com (الإنجليزية)
- سامويل سكيمان على موقع AS.com (الإسبانية)